# Liste d'assassins notoires
 (décembre 2020).
Si vous disposez d'ouvrages ou d'articles de référence ou si vous connaissez des sites web de qualité traitant du thème abordé ici, merci de compléter l'article en donnant les références utiles à sa vérifiabilité et en les liant à la section « Notes et références ».

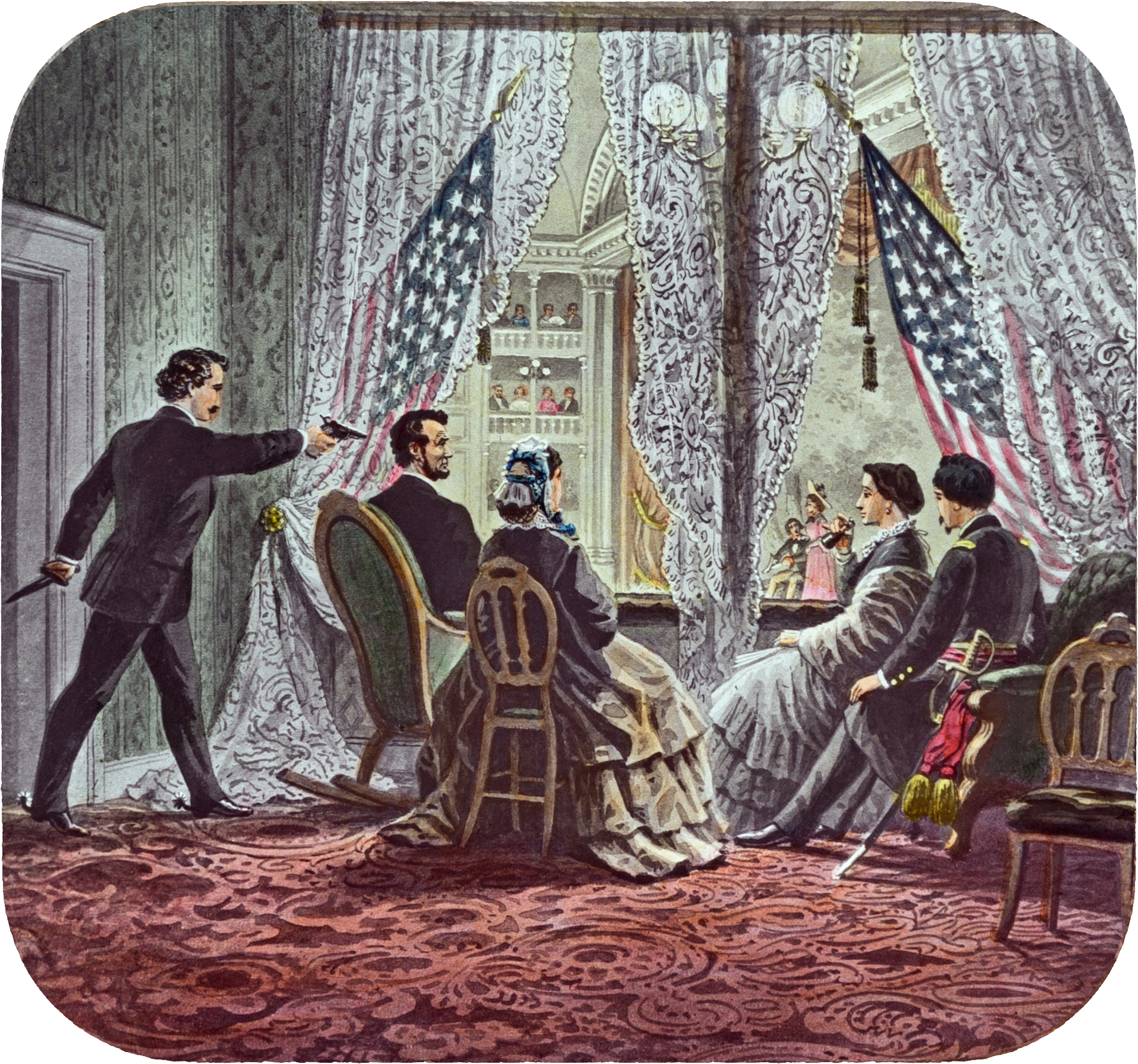
Scène de l'assassinat d'Abraham Lincoln, 16e Président des Etats-Unis, par John Wilkes Booth.

Vous trouverez ci-dessous une liste d'assassins notoires. Elle est classée en ordre alphabétique.
En ce qui concerne les tueurs en série, vous pouvez consulter la liste de tueurs en série. Les tueurs de masse sont listés dans tueur de masse.
- Haut – A
- B
- C
- D
- E
- F
- G
- H
- I
- J
- K
- L
- M
- N
- O
- P
- Q
- R
- S
- T
- U
- V
- W
- X
- Y
- Z

## A
- Yigal Amir, assassin d'Yitzhak Rabin en 1995[1].
- Jacob Johan Anckarström, assassin de Gustave III de Suède en 1792[2].
- Francesco Arcangeli, assassin de Johann Joachim Winckelmann en 1768[3].
- Susan Atkins, co-assassine de Sharon Tate et 7 autres personnes en 1969[4].
- Alfredo Astiz, co-assassin d'Alice Domon, Léonie Duquet et Dagmar Hagelin en 1977.
- Friedrich Adler, assassin de Karl Stürgkh en 1916.
- Saburo Aizawa, assassin de Tetsuzan Nagata en 1935.
- Joëlle Aubron, co-assassine de René Audran en 1985 et Georges Besse en 1986.
- Sada Abe, geisha et assassin de son amant, Kichizo Ishida en 1936.
- Fayçal ben Moussaïd ben Abdelaziz Al Saoud, prince et assassin de Fayçal ben Abdelaziz Al Saoud en 1975.
- Agent 47 (Hitman)

## B
- Manny Babbit, assassin de Leah Schendel en 1980.
- Gertrude Baniszewski, assassine de Sylvia Likens en 1965.
- Mary Bateman, escroque et assassine d'une de ses victimes, Rebecca Perigo, en 1806.
- Bobby Beausoleil, assassin du professeur, Gary Hinman, en 1969.
- Charles Becker, commanditaire du meurtre de Herman Rosenthal en 1912.
- John Bellingham, assassin de Spencer Perceval en 1812.
- Laurie Bembenek, assassine de Christine Schultz en 1981.
- Germaine Berton, assassine de Marius Plateau en 1923.
- Yakov Grigorevich Blumkin, assassin de Wilhelm Mirbach en 1918.
- Dmitri Bogrov, assassin de Piotr Stolypine en 1911.
- Pierre-Napoléon Bonaparte, assassin de Victor Noir en 1870.
- Fernand Bonnier de la Chapelle, assassin de l'amiral Darlan, en 1942.
- John Wilkes Booth, assassin de Abraham Lincoln en 1865.
- Lambarek Boumaarafi, assassin de Mohamed Boudiaf en 1992.
- Marie Bourette, assassine de Jules Godart en 1909.
- Mohammed Bouyeri, assassin de Theo van Gogh en 2004.
- Gaetano Bresci, assassin d'Humbert Ier d'Italie en 1900.
- Jacques de Brézé, assassin de son épouse, Charlotte de Valois en 1477.
- Brutus, co-assassin de Jules César en -44.
- Manuel Buíça, co-assassin de Charles Ier et Louis-Philippe de Bragance en 1908.
- Bruno, footballeur et assassin de sa petite-amie, Eliza Samudio en 2013.

## C
- Henriette Caillaux, assassine de Gaston Calmette en 1914.
- Cassius (Caïus Cassius Longinus), assassin de Jules César en -44.
- Cassius Chaerea, co-assassin de l'empereur romain Caligula en 41
- Sante Geronimo Caserio, assassin du président Marie François Sadi Carnot (IIIe République) en 1894.
- Beatrice Cenci, co-assassine de son père, Francesco Censi, en 1598.
- Mark David Chapman, assassin de John Lennon en 1980.
- Tanguy du Châtel, assassin de Jean sans Peur en 1419.
- Virginia Christian, femme de ménage, assassine de son employeuse, Ida Belote, en 1912.
- Georges Cipriani, co-assassin de René Audran en 1985 et Georges Besse en 1986.
- Jacques Clément, assassin d'Henri III en 1589.
- Yvan Colonna, assassin de Claude Érignac en 1998.
- Charlotte Corday, assassine de Jean-Paul Marat en 1793.
- Michelotto Corella, assassin de Alphonse d'Aragon en 1500.
- Marie-Josephte Corriveau, assassine de son mari, Louis Etienne Dodier, en 1763.
- Amedy Coulibaly, assassin d'une policière municipale et de quatre civils, en 2015.
- Hawley Harvey Crippen, assassin de son épouse, Cora Henrietta Crippen, en 1910.
- Leon Czolgosz, assassin de William McKinley en 1901.
- Archavir Chiragian, assassin de Saïd Halim Pacha en 1921.
- Flor Contemplacion, domestique, assassine de Nicholas Huang, le fils de 4 ans de ses patrons et de Delia Maga, une autre domestique en 1991.
- Marc Cécillon, joueur de rugby et assassin de son épouse, Chantal, en 2004.
- C-Murder, rappeur et assassin de Steven Thomas, un ado de 16 ans en 2002.

## D
- Christian Didier, assassin de René Bousquet en 1993.
- Dragutin Dimitrijević, co-assassin d'Alexandre Ier de Serbie en 1903.
- Hamida Djandoubi, assassin d'une jeune femme, Elisabeth Bousquet, en 1977, dernier homme exécuté en France.
- Dipendra, assassin de son père, le roi du Népal, Birendra, sa mère, la reine Aishwarya et 8 autres membres de la famille royale en 2001.
- Clive Derby-Lewis, complice de l'assassin de Chris Hani en 1993.
- Byron De La Beckwith, assassin du militant afro-américain Medgar Evers en 1963.
- Pauline Dubuisson, assassine de son petit-ami, Félix Bailly en 1951.
- Allen Lee Davis, assassin de Nancy Weiler et de ses 2 filles, Kristina et Katherine en 1982.
- Euphrasie Deroux, assassine de Thérèse, sa fille de 2 ans, en 1846, dernière femme exécutée en Belgique.
- Ronald DeFeo Jr., assassin de toute sa famille (ses parents et ses 4 frères et sœurs) en 1974.

## E
- Ruth Ellis, assassine de son amant David Blakely en 1955, dernière femme exécutée au Royaume-Uni.

## F
- John Felton, assassin de George Villiers, 1er duc de Buckingham en 1628.
- Émile Ferfaille, assassin de sa compagne, Rachel Ryckewaert en 1917. Dernier homme exécuté en Belgique.
- Robert Ford, assassin de Jesse James en 1882.

## G
- Nathan Gale, assassin de Dimebag Darrell en 2004.
- Marvin Gay, Sr., assassin de son fils, le chanteur Marvin Gaye en 1984.
- Margaret Garner, esclave et assassine de sa fille, Priscilla en 1856.
- Nathuram Vinayak Godse, assassin de Mohandas Karamchand Gandhi en 1948.
- Paul Gorguloff, assassin du président Paul Doumer (IIIe République) en 1932
- Herschel Grynszpan, assassin d'Ernst vom Rath en 1938.
- Charles J. Guiteau, assassin de James A. Garfield en 1881.
- José Luis Geresta Mujika, co-assassin du socialiste Fernando Múgica (es) en 1996 et du conseiller municipal Miguel Angel Blanco en 1997.
- Yves Goulais, assassin de son épouse, l'actrice Zuzanna Leśniak et de l'amant de sa femme, le chanteur Andrzej Zaucha en 1991.
- Glen Stewart Godwin, fugitif et assassin de Kim LeValley, son compagnon de cellule en 1980.
- Barbara Graham, co-assassine de Mabel Monahan, une vieille dame, en 1953.
- Guessia Guelfman, complice de l'assassin d'Alexandre II de Russie en 1881.
- Balthazar Gérard, assassin de Guillaume Ier d'Orange-Nassau en 1584.
- Joseph Goebbels et Magda Goebbels, assassins de leurs 6 enfants en 1945.

## H
- Soleyman el-Halaby, assassin du général Jean-Baptiste Kléber, en 1800.
- James Hamilton of Bothwellhaugh, assassin de James Stuart en 1570.
- Ignati Grinevitski, assassin d'Alexandre II de Russie en 1881.
- Nairi Hunanyan (en), chef du commando ayant assassiné huit personnes au Parlement arménien en 1999.
- Bruno Hauptmann, kidnappeur et assassin de Charles Lindbergh Jr. le fils de 20 mois de Charles Lindbergh et Anne Morrow Lindbergh en 1936.
- Aaron Hernandez, assassin d'Odin Lloyd, un joueur de foot américain en 2013.
- Albrecht Höhler, assassin de Horst Wessel en 1930.
- Thomas Hagan, co-assassin de Malcolm X en 1965.
- Emilio Hellín Moro, assassin de la militante Yolanda González Martín en 1980.
- Émile Henry, assassin de 6 personnes avec une bombe en 1892.
- Harry Horowitz, co-assassin de Hermann Rosenthal en 1912.
- Saïb Hachani, assassin de trois personnes dans les débuts des années 1960.

## I
- Félix Ioussoupov, co-assassin de Grigori Raspoutine en 1916.
- Iakov Iourovski, chef des exécuteurs du tsar Nicolas II, de la tsarine Alexandra, du tsarévitch Alexis et des grandes-duchesses Olga, Tatiana, Maria et Anastasia en 1917.
- Khalid Islambouli, assassin d'Anouar el-Sadate en 1981.
- Shimada Ichirō, co-assassin de Ōkubo Toshimichi en 1878.

## J
- An Jung-geun, assassin de Hirobumi Itō en 1909.
- Jack l'Éventreur, assassin des prostituées de Londres.
- Paul Jennings Hill, assassin du médecin John Britton et de James Barrett, un ambulancier en 1994.
- Shi Jianqiao, assassine du seigneur de guerre chinois Sun Chuanfang en 1935.
- Andreï Jeliabov, complice de l'assassin d'Alexandre II de Russie en 1881.
- Marie-Thérèse Joniaux, assassine de sa sœur, Léonie Albay (en 1892), son oncle, Joseph Van de Kerkhove (en 1893) et son frère, Alfred Albay (en 1894).

## K
- Ivan Kaliaïev, assassin de Serge Alexandrovitch de Russie en 1905.
- Gu Kailai, assassine de l'homme d'affaires Neil Heywood en 2011.
- Chérif Kouachi, co-assassin des 12 victimes de l'attentat contre Charlie Hebdo en 2015.
- Saïd Kouachi, frère de Chérif, pour les mêmes assassinats que celui-ci.
- William Kemmler, assassin de son amante, Tillie Ziegler en 1890, premier condamné à mort exécuté sur la chaise électrique.
- Patricia Krenwinkel, co-assassine de Sharon Tate et de 6 autres personnes en 1969.
- Ptolémée Kéraunos, assassin de Séleucos Ier en 280 av. J.-C..
- Leonid Kannegisser, assassin de Moïsseï Ouritski en 1918.
- Evguenia Khassis, complice de l'assassin de Stanislav Markelov et Anastasia Babourova en 2009.
- Nikolaï Kibaltchitch, complice de l'assassin d'Alexandre II de Russie en 1881.
- Edgar Ray Killen, principale instigateur des meurtres de Michael Schwerner, Andrew Goodman et James Chaney en 1964.

## L
- Marie Lafarge, condamnée pour l'empoisonnement de son mari, Charles Lafarge, en 1840.
- Locuste, empoisonneuse probable de l'empereur Claude en 54 et de son fils Britannicus en 55.
- Louis Pierre Louvel, assassin du duc de Berry, Charles Ferdinand d'Artois en 1820.
- Luigi Luccheni, assassin de l'impératrice Sissi en 1898.
- Germaine Leloy-Godefroy, assassine de son époux, Albert Leloy en 1949, dernière femme exécutée en France.
- José de León Toral (en), assassin d'Álvaro Obregón en 1928.
- Jean-Jacques Liabeuf, cordonnier, assassin d'un policier en 1910.
- Rigoberto López Pérez, assassin de Anastasio Somoza García en 1956.
- Johnny Lewis, acteur et assassin présumé de Catherine Davis, sa locataire en 2012.
- Geneviève Lhermitte, assassine de ses 5 enfants en 2007.
- Nordahl Lelandais, assassin de Arthur Noyer et Maëlys de Araujo en 2017.

## M
- Jean Maillart, assassin d'Étienne Marcel en 1358.
- Thomas Mair (en), assassin de Jo Cox en 2016.
- Gianciotto Malatesta, assassin de son épouse, Francesca da Rimini et son frère, Paolo Malatesta en 1285.
- Thomas McMahon, assassin de Louis Mountbatten en 1979.
- Olivier de Méel, assassin de Gilles de Bretagne en 1450.
- Ramon Mercader, assassin de Léon Trotski en 1940.
- Mijailo Mijailovic, assassin d'Anna Lindh en 2003.
- Lyle et Erik Menéndez, assassins de leurs parents José et Mary Menendez en 1989.
- Marcia, complice dans l'assassinat de l'empereur romain Commode en 192.
- Lorenzino de Médicis, assassin de son cousin Alexandre de Médicis, duc de Florence en 1537.
- Pierre de Médicis, assassin de son épouse, Leonora Álvarez de Tolède en 1576.
- Peter Madsen, assassin de la journaliste Kim Wall en 2017.
- Walter Moody, assassin du juge fédéral américain Robert S. Vance (en), en 1989.
- Jack McCall, assassin du Marshal Wild Bill Hickok en 1876.
- James Marcello, assassin du mafieux Anthony Spilotro et son frère, Michael, en 1986.
- Luka Rocco Magnotta, assassin de Lin Jun, un étudiant, en 2012.
- Héra Mirtel, assassine de son mari Georges Bassarabo en 1920.
- Nathalie Ménigon, co-assassine de René Audran en 1985 et Georges Besse en 1986.
- Daisy de Melker, assassine de ses deux maris, William Cowle (en 1923) et Robert Spoart (en 1927) ainsi que de son fils, Rhodes Cecil Cowle en 1931.
- Timofeï Mikhaïlov, complice de l'assassin d'Alexandre II de Russie en 1881.
- Carlos Monzón, boxeur et assassin de son épouse, Alicia Muñiz en 1988.
- Grace Marks, co-assassine de son employeur, Thomas Kinnear et sa gouvernante, Nancy Montgomery en 1843.
- Andriza Mircovich, assassin de John Gregovich en 1912.

## N
- Narcisse, assassin de l'empereur romain Commode en 192.
- Violette Nozière, assassine de son père, Baptiste Nozière en 1933.
- Frances Newton, assassin de son mari, Adrian et de ses enfants, Alton et Farrah en 1987.

## O
- Edward O'Kelley, assassin de Robert Ford en 1882.
- Alexeï Orlov, assassin présumé de Pierre III en 1762.

## P
- Gavrilo Princip, assassin de l'archiduc François-Ferdinand et de son épouse, Sophie Chotek en 1914.
- Giuseppe Pelosi, assassin de Pier Paolo Pasolini en 1975.
- Jean de Poltrot de Méré, assassin de François de Guise en 1563.
- Martha M. Place, assassine de sa belle-fille, Ida Place en 1898, première femme exécutée sur la chaise électrique.
- Francesco de' Pazzi, co-assassin de Julien de Médicis en 1478.
- Scott Peterson, assassin de son ex-femme enceinte, Laci Rocha en 2002.
- Stanislas Padlewski, assassin du général Seliverstov en 1890.
- Oscar Pistorius, athlète et assassin de sa compagne, le mannequin Reeva Steenkamp en 2013.
- Sofia Perovskaïa, complice de l'assassin d'Alexandre II de Russie en 1881.
- Léon Peltzer et Armand Peltzer, assassins de Guillaume Bernays en 1882.
- Christine et Léa Papin, assassines de leurs employeuses, Léonie et Geneviève Lancelin en 1933.

## R
- James Earl Ray, assassin contesté de Martin Luther King en 1968.
- François Ravaillac, assassin du roi Henri IV en 1610.
- Mirza Reza Kermani, assassin du chah Nasseredin d'Iran en 1896.
- Jack Ruby, assassin de Lee Harvey Oswald, lui-même soupçonné d'avoir assassiné John F. Kennedy en 1963.
- Faustino Rayo (en), assassin de Gabriel García Moreno en 1875.
- Hans Reiser, assassin de son ex-femme, Nina Reiser, en 2006.
- Henry Rathbone, assassin de son épouse, Clara Harris en 1883.
- Otto Rothstock assassin du journaliste et écrivain Hugo Bettauer en 1925.
- Paul Rose, co-assassin de l'avocat et journaliste Pierre Laporte en 1970.
- Omar Raddad, assassin de son employeuse, Ghislaine Marchal en 1991
- Juan Roa Sierra, assassin de Jorge Eliécer Gaitán en 1948.
- Nikolaï Ryssakov, complice de assassin d'Alexandre II de Russie en 1881.

## S
- Cornelius Sabinus, co-assassin de l'empereur romain Caligula en 41.
- Ramil Safarov, assassin de l'officier Gurgen Margarian en 2004.
- Issei Sagawa, assassin d'une étudiante, Renée Hartevelt en 1981.
- Yolanda Saldívar, assassine de la chanteuse Selena en 1995.
- Karl Ludwig Sand, assassin d'August von Kotzebue en 1819.
- Georges-Alexandre Sarrejani, avocat, escroc et assassin de son complice, Louis Charbon-Duverger et sa maitresse, Noémie Ballandraux en 1925.
- Victor-Emmanuel de Savoie, assassin de Drik Hamer en 1978.
- Eugen Schauman, assassin de Nikolaï Bobrikov en 1904.
- Alexandros Schinas, assassin de Georges Ier de Grèce en 1913.
- Samuel Schwartzbard, assassin de Symon Petlioura en 1926.
- Daniel Sickles, assassin de Philip Barton Kay II, l'amant de sa femme, en 1859.
- Michele Sindona, assassin de l'avocat Giorgio Ambrosoli en 1979.
- Sirhan Sirhan, assassin contesté de Bob Kennedy en 1968.
- Kenneth Eugene Smith, co-assassin d'Elizabeth Dorlene Sennett en 1988, premier condamné à mort exécuté par inhalation forcée d'azote.
- Perry Smith, assassin de Herbert et Bonnie Clutter ainsi que leurs 2 enfants (Bonnie et Kenyton) en 1959.
- Susan Smith, assassin de Michael, son fils de 3 ans et d'Alexander, son fils de 14 mois, en 1994.
- Ruth Snyder, assassin de son mari, Albert, en 1927.
- Adriano Sofri, co-assassin de Luigi Calabresi en 1972.
- Albert Soleilland, assassin d'une fillette, Marthe Erbelding, en 1907.
- Phil Spector, assassin de l'actrice Lana Clarkson en 2003.
- Maria Spiridonova, assassine de Gavril Loujenovski en 1906.
- Léopold Storme, assassin de ses parents, Xavier-François et Caroline ainsi que de sa sœur, Carlouchka, en 2007.

## T
- Vlado Tchernozemski, assassin d'Alexandre Ier de Yougoslavie en 1934.
- Ernst Werner Techow, co-assassin de Walther Rathenau en 1922.
- Mario Terán, assassin de Che Guevara en 1967.
- Soghomon Tehlirian, assassin de Talaat Pacha en 1921.
- Jean-Baptiste Troppmann, assassin de Jean et Hortense Knick ainsi que de leurs 6 enfants (Gustave, Emile, Henri, Alfred, Achille et Marie) en 1869.
- Karla Faye Tucker, co-assassine de Jerry Dean et Deborah Thornton en 1983.
- Dimitri Tsafendas, assassin de Hendrik Verwoerd en 1966.
- Jean-Louis Turquin, assassin de son fils de 8 ans, Charles-Edouard en 1991.
- Smail Tulja, assassin de sa femme, Mary Beal en 1990.
- Georgette Thomas, assassine de sa mère Marie Lebon en 1886.

## V
- Raoul Villain, assassin de Jean Jaurès en 1914.
- Leslie Van Houten, co-assassine de Leno et Rosemary LaBianca en 1969.
- Hippolyte Visart de Bocarmé, assassin de son beau-frère, Gustave Fougnies, en 1851.
- Varg Vikernes, assassin du musicien Euronymous en 1993.
- Christian Van Geloven, assassin de 2 fillettes, Muriel Sanchez et Ingrid Van de Portaeleet en 1991.

## W
- Carl Weiss, assassin de Huey Long en 1935.
- Patrick J. Whelan, reconnu coupable de l'assassinat de Thomas D'Arcy McGee le 7 avril 1868.
- Dan White, conseiller municipal de San Francisco, assassin du maire George Moscone et du conseiller Harvey Milk en 1978.
- Charles Watson, co-assassin de Sharon Tate et 6 autres personnes en 1969.
- Kate Webster, domestique, assassine de sa patronne, Julia Thomas, en 1878.

## Y
- Tetsuya Yamagami, assassin de Shinzō Abe en 2022.
- Otoya Yamaguchi, assassin d'Inejirō Asanuma en 1960.
- Aram Yerganian, assassin de Fatali Khan Khoyski en 1920 et de Behaeddine Chakir en 1922.
- Yoon Bong-gil, assassin de Yoshinori Shirakawa, général japonais et Teiji Kawabata (ja), chancelier japonais, en 1932
- Andrea Yates, assassine de ses 5 enfants en 2001.

## Z
- Giuseppe Zangara, assassin d'Anton Cermak en 1933.
- Nikolaï Zoubov, co-assassin de Paul Ier de Russie en 1801.